# 池田市立山の家
池田市立山の家（いけだしりつやまのいえ）は、かつて大阪府池田市に存在した社会教育施設である。
本項では、かつて同市に存在した山の家分室（やまのいえぶんしつ）についても記述する。

## 概要
山の家は、条例によって設けられたもので、五月山のふもとの高台に建てられた。所在地は、池田市五月丘五丁目 3-18 である。構造は、軽鉄筋2階平家建である。集会室、宿泊室などから構成される。延床面積は 680 平方メートルである。設置の目的は、青少年教育に関わる講習や集会、宿泊などを通して、協同や規律の精神を養い育てることなどである。
山の家は、主にボーイスカウトやガールスカウトの他に、子供会や青少年スポーツ団体などによって利用されていた。栗田拓と白井智子が代表理事を務める特定非営利活動法人トイボックスが指定管理者になると、教育相談、スクーリングなどが行われるようになり、結果的に利用者数が増加した。
山の家分室は、池田市五月丘五丁目 2-19 に所在した施設であり、「第2山の家」とも呼ばれた。8帖の茶室、52帖の大広間の他に、8帖の「松の間」や18帖の「くすの木」の計4室を有した。

## 由来
1963年（昭和38年）10月に山の家が設立された。1985年（昭和60年）1月16日、老人福祉施設の慈幸苑を改装する形で、山の家分室が開設される。慈幸苑の建物は、1976年（昭和51年）に新築されたもので、木造、1階建てであり、延べ面積は 329 平方メートルであった。2001年（平成13年）3月31日、山の家分室が閉鎖される。
2004年（平成16年）4月から2009年（平成21年）3月にかけて、特定非営利活動法人トイボックスが指定管理者として山の家の管理運営に当たる。2016年（平成28年）6月30日、老朽化により山の家が閉館され、同年中に建物が解体された。2018年（平成30年）以降、五月山児童文化センターが山の家跡地を自然観察会やリース作りの会場などに利用している。

## 交通アクセス・周辺
阪急電鉄池田駅から、北東へ 1.6 キロメートルほどのところに山の家跡地がある。山の家跡地の西側には、五月山ハイキングコースの1つ、五月平高原コースの入り口がある。跡地の前にある斜面には、ソメイヨシノの木が80本以上植えられている。

山の家跡地から西へ 70 メートルほどのところに、五月丘配水池があり、そこから西へ 400 メートルほどのところに、緑のセンターがある。山の家跡地から南へ 170 メートルほどのところに、横岡公園があり、そこから南へ 100 メートルほどのところに、五月丘会館がある。山の家跡地から東へ 300 メートルほどのところに、山之手公園があり、そこから南へ 130 メートルほどのところに、池田市立渋谷中学校がある。